# Дирхам

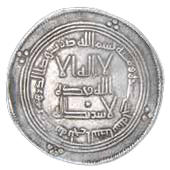
Дирхем Омейядского халифата. Чеканен на монетном дворе Балх аль-Байды в 111 году хиджры (729 год)

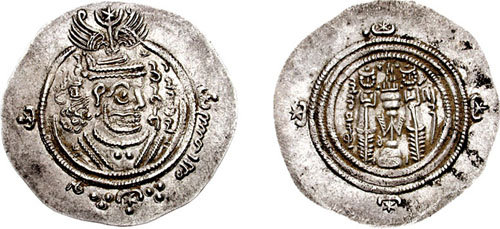
Одна из первых серебряных монет халифата Омейядов, подражание монетам Сасанидов, 71 год хиджры (691 год)

Дирха́м или дирхе́м (араб. درهم‎) — первоначально арабская серебряная монета, введённая в обращение в конце VII века. Название представляет собой арабизированное греческое слово «драхма».
В настоящее время дирхам — основная или разменная денежная единица нескольких арабоговорящих государств:
- марокканский дирхам — основная денежная единица Марокко;
- дирхам ОАЭ — основная денежная единица Объединённых Арабских Эмиратов;
- ливийский дирхам — разменная денежная единица, равная 1/1000 ливийского динара;
- катарский дирхам — разменная денежная единица, равная 1/100 катарского риала;
- иорданский дирхам — разменная денежная единица, равная 1/10 иорданского динара.

## Средневековый серебряный дирхем
Средневековый дирхем — серебряная монета Арабского халифата, изначально бывший подражанием сасанидской драхме введена в обращение в конце VII века (около 692—696 гг.) с начальным весом в 3,9 г и стоимостью 1/10 динара. Выполняла роль основной торговой монеты вместе с византийскими монетами. Чеканилась также в крупных городах на Великом шёлковом пути, в том числе в соседних с халифатом государствах, например, в крупном торговом городе Тараз. Позже, многие правители Средней Азии чеканили свои подражания дирхемам.
Согласно канонам мусульманской религии, на монетах нет изображений, однако это правило могло нарушатся узорами вокруг надписей или портретами. Первоначально надписи на монетах содержали изречения из Корана, год (по хиджре) и место выпуска монеты, позже — эмитентов. Эти монеты называли куфическими дирхемами (куфи — особый стиль арабского письма, возникший в иракских городах ал-Куфе и ал-Басре в конце VII в.).
Дирхем быстро распространился по всей территории Арабского халифата от Бактрии до Испании. Значительная величина территории, а также длительность периода чеканки обусловили наличие множества разновидностей монет, отличающихся между собой по форме, рисунку, весу и пробе металла. Средний вес большинства дирхемов в X в. составлял около 3 граммов. Встречаются очень большие по величине экземпляры, например дирхем Тохаристана диаметром 38-45 мм и весом более 11 г. Монеты Бувейхидов весят, как правило, 4-6 г, но имеется один экземпляр, который весит 13,63 г.
В конце VIII века, в результате торговых экспедиций скандинавов (викингов) по рекам бассейнов Волги, Днепра и Дона начинается массовый приток дирхемов в Скандинавию и скандинавские поселения в Восточной Европе, иногда называемый «серебряным потоком». В IX веке из Халифата поступало ежегодно ориентировочно 1,1 тонны монетного серебра, в X в. ежегодно ориентировочно 5 тонн (расчёт на основе: Нунан Т. С., 2004. с. 294—295; Noonan T.S., 2007. P.234-238; Kovalev R.V., Kaelin A.C., 2007. P.6-7, Table 3).
По состоянию на 2015 год (Jonsson K., 2015. P.53-54 (Table 1)) в кладах и в качестве случайных находок найдено 886 915 монет (каждый обломок считается за отдельную монету): несколько более четверти (257 085 — 29,0 %) приходится на Восточную Европу (в основном на земли восточных славян), несколько более четверти (275 246 — 31,0 %) на земли западных славян и несколько более четверти (259 524 — 29,3 %) на территорию Швеции (в основном на о. Готланд). На остальные регионы Европы приходится всего 95 060 монет, или 10,7 %.
Если использовать пересчёт веса обломков в целые монеты (что само по себе является непростой задачей в силу изменчивости веса наиболее распространённых дирхамов примерно от 2,8 до 3,4 г. (Нунан Т. С., 2004. С.289-296; Kovalev R.K., Kaelin A.C., 2007. P.4, 8; Jankowiak M., 2018. P.17(Fig.1.1))) и ограничиваться только монетами, датируемыми хотя бы до одного десятилетия, то за весь период кладообразования для четырёх перечисленных выше регионов (с небольшим изменением относительно региона западных славян, к которому прибавлена территория Фризия в силу характера данных в сводке Р. К. Ковалева и А. К. Кэлин) по состоянию на 2007 г. получаем соответственно 114 934, 21 336, 64 358, 12 454 монет, то есть соответственно 53,9 %; 10,0 %; 30,2 %; 5,8 % от общего веса датируемых монет (подсчитано по: (Kovalev R.K., Kaelin A.C., 2007. P.6-7, Table 3)) по сравнению с рядом 29,0 %; 31,0 %; 29,3 % и 10,7 % монет и фрагментов по состоянию на 2015 г. Учитывая медленное изменение общего количества находок кладов серебра, речь идёт примерно об одной и той же сводке. Легко заметить резкое изменение с 31,0 % до 10,0 % для региона западных славян, что указывает на сильнейшую фрагментацию монет, которая в свою очередь, указывает на крайний дефицит серебра (Пашинский В. М., 2023).
Наиболее распространённый вариант полноценной монеты «серебряного потока» имел средний вес в 2,9-3,0 грамма (разброс в основном от 2,8 до 3,4 г.), но до начала 820-х гг. примерно половину монет составляли африканские дирхамы немного более худшего качества как по содержанию серебра в металле монеты, так и по качеству чеканки, которые весили в среднем 2,8-2,9 г. В 820-е годы африканские дирхамы практически исчезают из «серебряного потока» (Heidemann S., 2010; 2011).
Почти все монеты, выпущенные с 810 по 935 год в западных и восточных провинциях халифата, содержат более 90 % серебра. Повышенное содержание ртути зафиксировано в составе серебра дирхамов, выпущенных между 883 и 962 годом. Со второй трети X века зафиксировано последовательное ухудшение пробы металла в монетах, выпущенных в Средней Азии. Начиная с 936 года проба монетного металла начинает постепенно снижаться. К середине X века содержание меди в серебряных монетах из Средней Азии и других стран мусульманского Востока достигает 5—8 %. Во второй трети X века проба серебра саманидских дирхамов редко достигает 90 %. К концу X века доля меди увеличивается до 35—40 %. В найденном в 2010 году в Гнёздове кладе с младшей монетой, выпущенной в 323 г. х. (953/954 г.), нет ни одного дирхама с пробой ниже 90 %.
В конце IX века в кладах 875—899 годов в Восточной Европе и Балтии подавляющее количество составляли аббасидские дирхамы, шедшие через Хазарский каганат. Клады 900—910 годов уже в основном состоят из саманидских дирхамов, чеканившихся на монетных дворах Ближнего Востока и поступавших в Северную Европу из саманидской Средней Азии через Волжскую Булгарию (к 910 году старые аббасидские дирхемы почти полностью исчезли из обращения). Серебро для абассидских дирхамов добывалось на рудниках Панджера, Джарьяна, Шама, Шельджи, Джеркамара и на «Серебряной горе» или «Горе серебра» средневековых авторов Кух-и-Симе (рудники Лашкерек, Канимансур и Канджол или юго-западная часть Кураминского хребта Карамазар (включая рудники Алтын-Топкан, Канимансур, Канджол и Табошар)).
В начале XI века месторождения серебра в Средней Азии исчерпались, что явилось причиной порчи и деградации дирхема. Серебряный кризис продолжался около двух столетий и привёл к появлению билонных и медных дирхемов, т.н «чёрных», например медных монет Караханидов и Хорезма (самые большие из них имеют в диаметре до 43 мм).
Кризис затронул также Испанию и Северную Африку. Испанские Омайяды (756—1031) чеканили тот же тип дирхемов, что и на Востоке, но весом около 2,71 грамма. При Альмохадах (1130—1263) чеканились четырёхугольные дирхемы весом 1,5 грамма и ½ дирхема весом 0,75 грамма. Правители Марокко в XVIII веке снова начали чеканить круглые серебряные дирхемы (миткали)
С XIII века в Азии снова началась чеканка серебряных дирхемов (например, дирхемы Хулагуидов), которые чеканились сначала весом в 2,5 грамма, а затем порядка 1,4 грамма. К началу XIV века арабское «дирхем» вытесняется тюркским «Таньга», и название «дирхем» исчезает. Время от времени оно ещё появляется, например на четырёхугольных монетах Аурангзеба (1659—1707) и Фарук Сийяра (1713—1719), а также на серебряных монетах марокканского шерифа Хасана (1881—1894).

## Татарский и крымский дирхемы

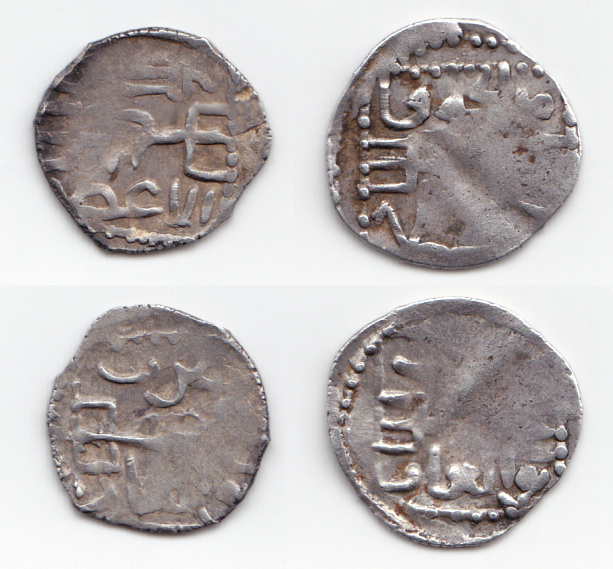
Два ранних дирхема Золотой Орды. Чеканились в 1251—1259 гг, в Булгаре во времена правления хана Бату (Батыя) и хана Берке. Серебро

Татарский (джучидский) дирхем — серебряная монета Золотой Орды (Улуса Джучи), известна в незначительном количестве на восточнославянских землях с конца XIII века до первых десятилетий XV века. Их вес составлял 1,4—1,5 грамма. Подобно куфическим монетам, изображений они не имеют, хотя на них и встречаются рисунки в форме переплетённых сердец в центре монеты, орнаментальные рамки вокруг арабских надписей, содержащих имена правителей, год и место выпуска.
Были в обращении на территории средневековых южнорусских княжеств, (Новосильского, Елецкого, Рязанского и других), для чего на дирхемах делались надчеканки. На новосильских монетах была надчеканка в виде герба княжества — двузубца с крестом вместо правого зубца и ещё одним малым крестом посредине, на рязанских монетах — в виде так называемой «бараньей головы» или «рязанской морды».
Такие монеты являются исключительной нумизматической редкостью. Так например, в настоящее время достоверно известно всего о пяти найденных татарских дирхемах с надчеканкой новосильского герба.
В различных источниках дирхемы Улуса Джучи могут иметь другие локальные названия: «ярмак (йармак)», «данг (даник)». В древнерусских княжествах такие монеты называли «денга».
Крымский дирхем (гиреевский дирхем) — в XV веке играл определённую роль в денежном обращении Северного Причерноморья.
Золотой дирхем — известна непродолжительная чеканка Саманидами золотого дирхема. Общее оформление монеты было аналогично серебряному дирхему этого периода, на аверсе монеты чеканилось обозначение монетного двора (Бухара или Самарканд), и имя правителя, эмира Мансура I ибн Нуха.

## Как мера веса
В Османской империи дирхам служил единицей веса, равной 1/400 окки. Когда окка была стандартизирована как 1,2828 кг, дирхам стал 3,207 г.